# Trichomyia ramalhoi
Trichomyia ramalhoi är en tvåvingeart som beskrevs av Freddy Bravo 2001. Trichomyia ramalhoi ingår i släktet Trichomyia och familjen fjärilsmyggor. Inga underarter finns listade i Catalogue of Life.